# Raghbir Lal
Raghbir Lal (Rawalpindi, 15 november 1929 – Delhi, 7 april 2025) was een Indiaas hockeyer.
Lal won in 1952 en 1956 met de Indiase ploeg de olympische gouden medaille.
Lal overleed op 7 april 2025 op 95-jarige leeftijd.

## Resultaten
- 1952  Olympische Zomerspelen in Helsinki
- 1956  Olympische Zomerspelen in Melbourne